# Asociace malého fotbalu České republiky
Asociace malého fotbalu České republiky (zkráceně AMF ČR) je organizace s celostátní působností, která zastřešuje regionální svazy malého fotbalu v České republice. Svaz byl založen v roce 2005 a navazuje tak na předchozí aktivity zájemců o tento druh sportu, kdy byly od roku 1980 pořádány celorepubliková mistrovství v malé kopané pod tehdejším SSM. Malá kopaná vznikla v Československu prvními regionálními soutěžemi v roce 1971.
Do čela Asociace malého fotbalu ČR byl v zimě roku 2005 valnou hromadou zvolen Filip Juda, který byl hlavní osobou, která sjednotila tento sport v České republice pod jednu organizaci. Své funkční období prezidenta svazu prodloužil v roce 2010, kdy byl znovuzvolen na následující pětileté funkční období. 
Asociaci malého fotbalu ČR řídí Správní rada, která je tvořena z pěti členů, zpravidla lídrů vybraných regionálních svazů malé kopané, kteří byli zvoleni valnou hromadou. Asociace malého fotbalu ČR každoročně organizuje Mistrovství republiky, na které postupují nejlepší týmy z regionálních celoročních kvalifikací - lig a Pohár vítězů pohárů, na který postupují vítězové ligových pohárů z jednotlivých regionálních svazů malé kopané.
Asociace zastřešuje reprezentaci ČR a má necelých 80 000 členů.[zdroj⁠?!] Celkově se však v České republice zúčastní soutěží malého fotbalu více než 200 000 hráčů.[zdroj⁠?!]
Organizace je od roku 2013 členem Světové federace malého fotbalu, od roku 2012 potom její kontinentální federace (European MiniFootball Federation).